# Велин (Львовская область)
Велин (укр. Велин) — село в Заболотцевской сельской общине Золочевского района Львовской области Украины.
Население по переписи 2001 года составляло 78 человек. Занимает площадь 0,351 км². Почтовый индекс — 80630. Телефонный код — 3266.